# ダービー博物館・美術館
ダービー博物館・美術館（ダービーはくぶつかん・びじゅつかん、英: Derby Museum and Art Gallery、ダービーはくぶつかん・びじゅつかん）は、1879年にイングランドのイースト・ミドランドの地方都市ダービーに設立された美術館・博物館。ダービー中央図書館と同時に設立され、建物はリチャード・クニル・フリーマンによって設計、マイケル・バスによってダービー市に寄贈された。ジョセフ・ライトの絵画のみを展示した画廊や、ロイヤルクラウンダービーやダービー周辺地域の磁器を展示した大型画廊が設置されている。考古学・博物学・地質学に関わる物や軍事用品も所蔵する。美術館の開館は1882年。

## 歴史
同館の歴史は1836年2月10日の「ダービー市郡博物館・博物学協会」の設立までさかのぼる。この協会は「フル・ストリート公衆浴場」内に設置されたが、会員の支払う会費によって運営された私的なものであった。当初の所蔵品は、ダービー哲学会の会長を務めていたフォレスター博士によって寄付されたものであった。
当時の後援者は第6代デヴォンシャー公爵のウィリアム・キャヴェンディッシュ、会長は熱心な博物学者であったジョージ・ハーパー・クルー卿が務めた。鉱物や外国産の鳥の剥製を寄贈し貢献したのは、ジョージ・ゴーラー中佐である。この寄贈品には、ゴーラーが南オーストラリア植民地総督を務めていた際に得たアホウドリの剥製も含まれていた。1839年に工員教習所で開かれた大規模な展覧会（ダービー展覧会）には、慈善事業家のジョセフ・ストラットの所蔵品が多く含まれた。これら所蔵品の多くは、ダービー博物館・美術館に引き継がれた。協会は、1840年にビクトリア通りのアセニウムに移転した。1856年には所蔵品が急増し、市会議員のウィリアム・マンディから市営化の要請を受けたが協会はこれを断った。
1857年にはリュウェリン・ジューイットが幹事に就き、同館は毎週土曜日の朝に一般市民に解放された。1858年、ダービー哲学会は「ダービー市郡博物館・博物学協会」との統合に伴い、付属図書館の4000冊の図書、数学・科学の実験装置、また所蔵品の化石と共にダービー市内ワードウィックに移転した。1863年に植物学者のアレキサンダー・クロールが最初の司書およびキュレーターに任命され、続く1964年に博物館・美術館と図書館が統合を果たした。クロールはスターリング・スミス協会にキュレーターとして移籍するため1875年に同館を去った。
ダービー市郡博物館は、1870年になってダービー市に所有権が譲渡されたが、所蔵品を展示する空間を見つけることは困難であった。このためすべての作品を3年間倉庫で保管した後ようやく1879年6月28日に一般公開が始まった。美術館は1882年に開館し、1883年には電気照明が利用されるようになった。
1936年にはアルフレッド・E・グディが50年に渡って収集した大量の収蔵品を寄付する。グディは自身の死に際し1万3000ポンドを建物の増築のために遺した。増築は1964年に完了し、現在では博物館と美術館を収容している。新館・旧館双方の改築は2010年から2011年にかけて行われた。

## ダービーと啓蒙時代

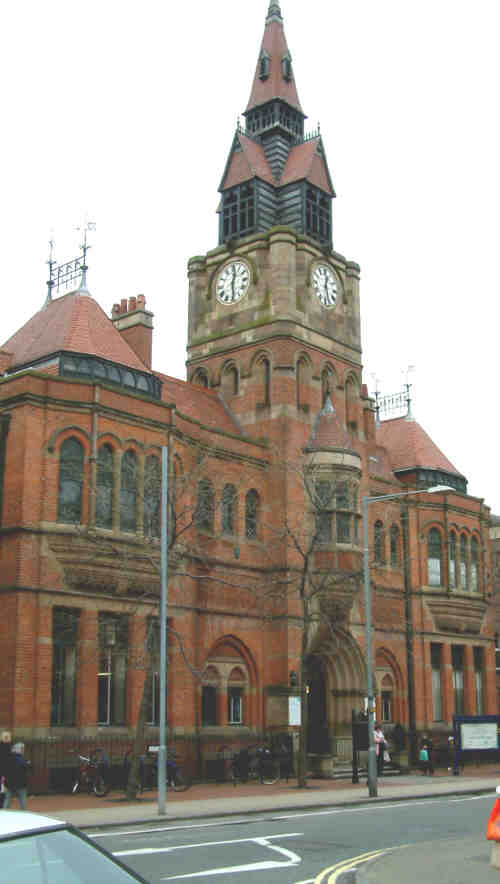
1876年の建物は現在はダービー中央図書館として利用されているが、 新しい建物との境界線は明確ではない

ダービーは18世紀において大きな位置を占めていたが、それは王権神授説の統治に対して科学と哲学が立ち向かった啓蒙時代において果たした役割によってである。啓蒙時代には多くの潮流があり、哲学者デイヴィッド・ヒュームを中心とした多分に哲学的なスコットランド啓蒙、フランス革命で最高潮に達した政治的変革、が挙げられる。そしてイングランド中部は、産業と科学の分野で多くの重要人物が交叉した地域であった。有名なルナー・ソサエティにはエラズマス・ダーウィン、マシュー・ボールトン、ジョゼフ・プリーストリー、ジョサイア・ウェッジウッド、そしてベンジャミン・フランクリンがアメリカから文通で参加していた。エラズマス・ダーウィンはチャールズ・ダーウィンの祖父にあたり、1783年にダービーへ転居した際、ダービー哲学会を開いたのだった。この会はダービー初の図書館設立に尽力した。
ジョセフ・ライトの絵画のうち、光と陰の使い分けで知られる何点かは、ルナー・ソサエティの会員たちの所有だった。ダービー博物館はライトのスケッチを300点以上、油絵を34点、文書類を何点か所有している。その一つは『賢者の石を探す錬金術師』（1771年）という絵で、それはドイツの錬金術師ヘニッヒ・ブラントによって1669年にリンが発見された様子を描いている。大量の尿を煮詰めているフラスコで、尿中に豊富に含まれる燐が空中で自然発火し、勢いよく光を発している。

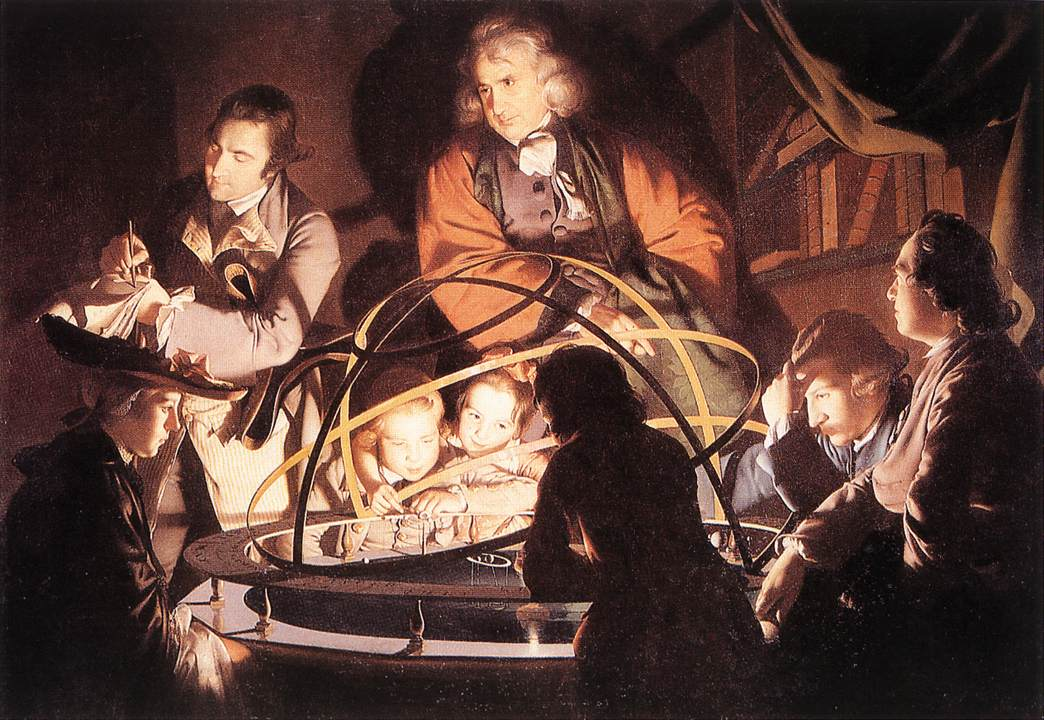
『太陽系儀の講義』（ジョセフ・ライト、1766年）

『太陽系儀の講義』は太陽周囲の惑星運行を実演する初期の機械装置を示しており、この絵を前にして、ギャラリー中央に太陽系儀の実物が展示されている。スコットランドの科学者にして天文学者、講師だったジェイムズ・ファーガソンは1762年7月にダービーで数度にわたる講義を受け持った。それは1760年に出版された彼の著書『力学、流体静力学、空気力学、工学、その他から選んだ主題に関する講義』に基づいたものだった。講義内容を視覚化するため、彼は様々な機械、模型、道具を使用した。ライトはファーガソンの講義に参加した可能性が高い。なぜなら親しい隣人だった時計職人かつ科学者のジョン・ホワイトハーストから講義のチケットを入手できたであろうからだ。ライトは太陽系儀とその操作についてより良く知るため、ファーガソンの実践的な知識を欲していたであろう。

## ジョセフ・ライトの作品の重要性

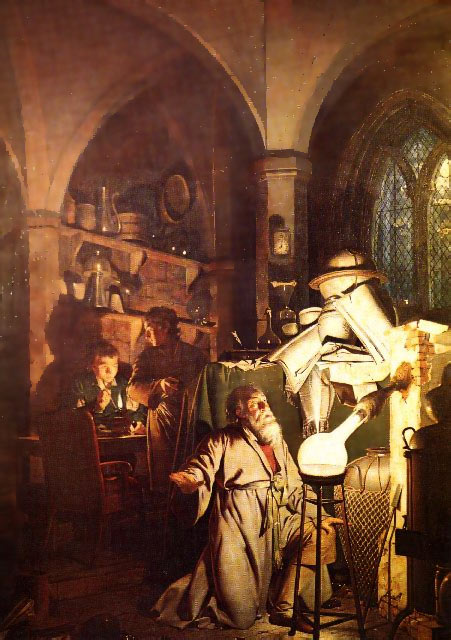
『賢者の石を探す錬金術師』（ジョセフ・ライト、1771年）

史実に基づいたこれらの絵には、メタファーも託されていると考えられる。例えば、祈る人物の前で激しく燐光が発する様子は、信仰から科学的理解と啓蒙へという、容易ならざる変転を表している。『空気ポンプの実験』では、人々が空気ポンプ中の鳥を囲んで様々な表情を浮かべているが、これは来たる科学の時代が起こしうる残酷さを表している。これらの絵画は、西洋における宗教の力を理解し始めた、科学的研究のハイライトを表している。十年ほど後、啓蒙思想の頂点であるフランス革命の反動の中、世界中の科学者たちは自分たちが迫害され、あるいは殺される事すらあると気づいた。ルナー・ソサエティの会員で酸素を発見したジョゼフ・プリーストリーは、フランス革命の支持を公言したことに反発した群衆によって、1791年のバーミンガム暴動で実験室を粉砕され家も燃やされ、1794年にはイギリスを離れた。またフランスの同業者であるアントワーヌ・ラヴォアジエはギロチンにかけられることになった。政治家にして哲学者のエドマンド・バークはその著書『フランス革命の省察』（1790年）で知られるが、プリーストリーをはじめとする自然哲学者たちをフランス革命と結びつけ、イギリスの科学を支えた革命家たちは「実験で人間を扱うところ、空気ポンプのネズミと何ら変わらないと考えていた」と記した。この論評に照らせば、空気ポンプの鳥を描いたライトの絵は、20年以上前に完成していたにもかかわらず、実に予見的だったと言える。
ダービー在住でルナー・ソサエティ会員エラズマス・ダーウィンの孫、チャールズ・ダーウィンは、こうした背景の元に半世紀後、1859年に『種の起源』を出版することで、科学と宗教的信念の相克を再び呼び覚ました。
科学に関わるこの網の目のような関係、そしてそれが生み出した緊張を画家ジョセフ・ライトの絵が巧みに描き出しているゆえに、ダービー博物館・美術館は通りがかりの来館者が想像するような単なる名画のコレクションという枠を超え、世界的な現代科学と工業の誕生という重大な現場に立ち会っているかのような思いに至らせる、そのような場所として意義深い。バーミンガムは、そこで行なわれた科学と工業から、18世紀の「シリコンバレー」と称されてきた。
エラズマス・ダーウィンの展示は少ない。チャールズ・ダーウィンの友人であり「適者生存」という語を考案したハーバート・スペンサーはダービーで生まれ「社会学」の創始者と評されてきたが、全く触れられていないようである。

## ライト・オブ・ダービー
2011年、ダービー市議会はジョゼフ・ライト・オブ・ダービーを市のブランドとして利用することを発表した。これと同時に、ダービー博物館・美術館はウィキペディアの情報品質の向上に協力することを発表した。2011年2月にはイギリスの博物館・図書館・古文書協議会（MLA）が同館が全国的に重要なジョゼフ・ライトの作品を所蔵していることに対して"Designated"認定を授与した。

## 他の所蔵作品
ジョゼフ・ライトによる作品に加えて
- ウィリアム・フレデリック・オースティン（英語版）
- アーネスト・エリス・クラーク（英語版）
- ハロルド・グレズリー（英語版）
- アルフレッド・ジョン・キーン（英語版）
- ジョージ・ベイリー（英語版）
- ウィリアム・エドウィン・モーズリー（英語版）
- デイヴィット・ペイン（英語版）
- ジョージ・ターナー
- ウィリアム・ウッド（英語版）
- アーネスト・タウンゼンド
- ジョージ・フランシス・ヤーネル（英語版）
- サミュエル・レイナー
- ルイーズ・レイナー

による作品も所蔵している。